# Ранке, Леопольд фон

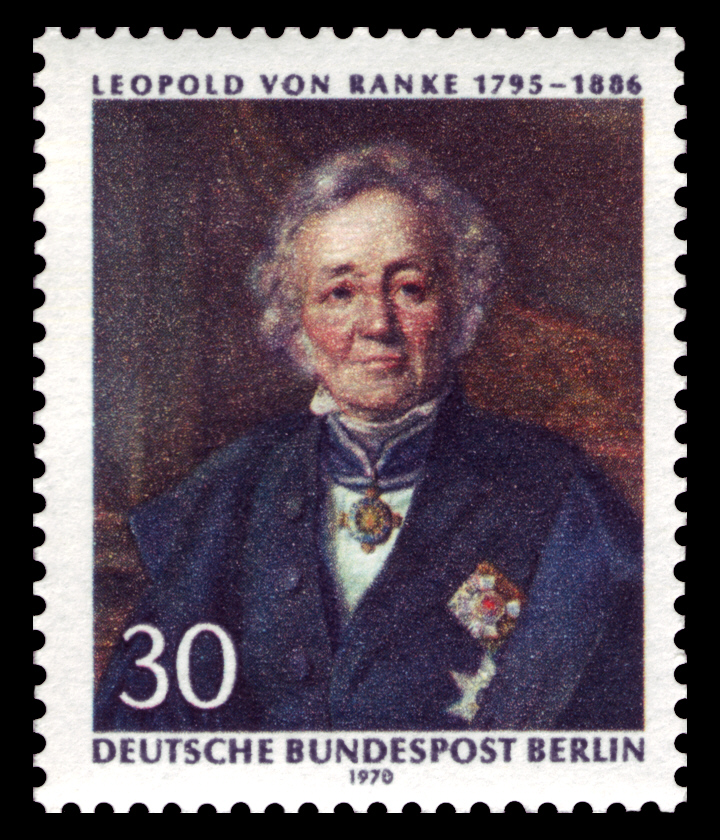
Леопольд фон Ранке на почтовой марке Германии

Леопольд фон Ра́нке (нем. Leopold von Ranke; 21 декабря 1795, Виэ — 23 мая 1886, Берлин) — официальный историограф Пруссии (с 1841), который разработал методологию современной историографии, основанную на архивных источниках, на стремлении к историзму, «отец научной истории». Ввёл в академическую практику исторические семинары, из которых вышли многие выдающиеся историки.
Член Прусской академии наук (1832), иностранный член-корреспондент Петербургской академии наук (1860), иностранный член французской Академии моральных и политических наук (1860).

## Биография
Детство Ранке прошло в обстановке строго религиозной и консервативной. Отец Ранке был юристом, все предки его — духовными лицами.
Учился в Дондорфской монастырской школе, потом в Шульпфорте и в Лейпцигском университете. Первая лекция, на которую Ранке попал, была лекция по истории известного профессора Виланда, и эта лекция надолго отбила у него охоту заниматься историей; он увлекался всего более филологией, богословием и философией.
Интерес к древности был возбуждён в Ранке чтением Нибура — первой исторической книги, которая, по собственным его словам, произвела на него впечатление. Из философов наибольшее влияние на Ранке имел Фихте.
Более семи лет Ранке занимал должность учителя истории и древних языков во Франкфуртской (на Одере) гимназии, изучая Фукидида, Геродота и римских историков, а затем и средневековую историю, исключительно по источникам. На Ранке, как и на О. Тьерри, произвёл сильное впечатление В. Скотт.
Исторический роман В. Скотта «Квентин Дорвард» натолкнул Ранке на Ф. де Коммина, а последний заставил его отказаться от тех исторических фикций, которыми полны были романы Скота. В 1824 году вышло первое историческое сочинение Ранке — «История романских и германских народов, 1494—1635».
Ранке интересовала здесь всего больше индивидуальность каждого исторического деятеля, получающего под его пером вполне конкретный образ; primum agens истории — это личность. В таком взгляде Ранке сходился с Гёте, В. Гумбольдтом и Якоби.
Задачу своего первого труда Ранке определяет так: показать, как действительно происходили события («wie es eigentlich gewesen»), не делаясь судьёй прошлого и не поучая современников. Он проявил уже здесь ту объективность, которая так резко отличает его от Нибура.
Приложенный к «Истории романских и германских народов» критический очерк «Zur Kritik neuerer Geschichtschreiber» положил начало новой эпохе в исторической науке. Здесь автор выясняет метод, которому он следовал при пользовании источниками, характеризует лучшие из них и, переходя к тому, «was noch zu thun sei», рекомендует изучение архивных богатств — актов, писем, донесений послов.
В 1825 году Ранке был приглашён в Берлинский университет на кафедру всеобщей истории. Он читал здесь общий курс истории Западной Европы с обзором истории литературы и церкви; среди его многочисленных слушателей был, в частности, Г. Х. Гильдебранд. В Берлине Ранке попал в либеральный кружок Варнгагена фон Энзе, в салоне которого дебатировались современные политические вопросы. Это натолкнуло Ранке на занятия новейшей историей.
В Берлинской библиотеке Ранке нашёл 48 томов итальянских ненапечатанных донесений, касавшихся главным образом истории Южной Европы. Он воспользовался ими в своем новом сочинении «Государи и народы Южной Европы в XVI—XVII вв.» (1827; «Die Osmanen und die Spanische Monarchie im XVI u. XVII J.», как он назвал это исследование в новом его издании). И в этом сочинении исторические личности стоят на первом плане, изображение их становится ещё пластичнее: рядом с этим автор отмечает историческую связь событий, указывает на единство всемирно-исторического процесса; критика его поражает точностью, основательностью и методичностью.
В Ранке с удивительной гармонией соединяются исследователь, философ и художник: он объективен до холодности. Отдельное событие имеет для него значение лишь как момент развития абсолютного духа (влияние Гегеля). Чувство любви или ненависти чуждо ему; ему, как художнику, не приходит в голову питать эти чувства к своим героям. В 1827 году он посетил Нюрнберг, Мюнхен, Дрезден, Прагу, Вену. В Чехии он познакомился с Й. Добровским и В. Ганкой, в Вене — с В. С. Караджичем, Е. Б. Копитаром, Й. фон Хормайром. Знакомство с Караджичем побудило Ранке заняться новейшей историей Сербии; он окончил её летом 1828 году.
В том же году он отправился в Италию, где проявил живой интерес к древностям и живописи. Так как Ватиканский архив в то время ещё не был доступен для исследователей, то Ранке в Риме пришлось ограничиться изучением частных библиотек — семейств Барберини, Киджи, Альбани, Корсини. Занятия в архиве Медичи историей Флоренции дали ему материал для характеристики Макиавелли.
Ранке вернулся из Италии с громадным запасом архивного материала для истории Венеции, Дон Карлоса и, главным образом, римских пап. В марте 1831 году Ранке вернулся в Берлин и принял на себя по предложению Саваньи редактирование нового журнала «Historisch-Politische Zeitschrift», задачей которого была борьба с либеральной прессой. В первой своей руководящей статье он отмечает следующие явления современной ему жизни: политические теории решительно господствуют; борются между собой две школы. Как средневековая схоластика стремилась подчинить своим теориям интеллектуальный мир, так современная схоластика поставила своей целью управлять реальным миром по своим отвлеченным школьным теориям.
Необходимо узнать точку зрения каждого народа, понять внутренние мотивы, двигающие им. Новый журнал, по словам Ранке, — не враг прогресса; он восстает лишь против исключительно разрушительных нововведений. Германию Ранке предостерегает от излишнего увлечения иностранными доктринами. Редактируя «Историко-политический журнал», Ранке поневоле должен был разбрасываться в своих занятиях: то он разбирает какой-нибудь вопрос немецкой истории XVI века, то останавливается на характеристике прусского режима при Фридрихе Великом, то развертывает перед читателями сложную картину организации итальянских коммун, то оценивает современные доктрины, выясняет вопросы, относившиеся в революции и реставрации.
В 1834 году Ранке основал свой исторический семинарий, где разбирал по преимуществу вопросы из эпохи салических императоров и Гогенштауфенов. Вероятно, труды Раумера и Штенцеля (о Гогенштауфенах и салических императорах) имели влияние на выбор именно этих двух периодов для семинарских занятий. Из практических занятий в семинарии возникла знаменитая историческая школа Ранке; здесь работали будущие светила немецкой исторической науки — Георг Вайц, Гизебрехт, Р. А. Кёпке, Дённигес, Зигфрид Гирш, Генрих фон Зибель.
В 1837 году вышел первый труд этих молодых учёных — «Jahrbücher des deutschen Reiches», изд. Вайцем. Введение к первому тому «Jahrbücher» было написано Ранке. Университетские курсы, которые читал Ранке, утверждали в нём убеждение, что каждый отдельный факт имеет важное значение по своему отношению к всемирно-историческому процессу. Ранке начинает все сильнее подчеркивать свой интерес именно к универсальной, всемирной истории; «её напев ему хочется уловить».
В полном свете, — говорит он, — частность может выступить только тогда, если она будет поставлена в общую связь событий. В 1834 году вышел первый том фундаментального труда Ранке «Римские папы», в 1836 году — 2-й и 3-й тома. Своей задачей Ранке ставит выяснить значение римских пап в XVI и XVII веках, когда наступил период вторичного, духовно-светского могущества их. В труде протестантского историка нет и тени какой-либо вражды, тенденции или пристрастия, что вызвало по его адресу нарекания ортодоксальных протестантов. Построен этот труд Ранке исключительно на архивном материале; в приложении к нему (так наз. Analecten) Ранке даёт критическую оценку печатных источников, в особенности двух сочинений по истории Тридентского собора — П. Сарпи (1619) и Пьетро Сфорца Паллавичини («История Тридентского собора», 1656). На «Римских пап» обратили внимание все учёные Европы.
В 1838 году вышел перевод труда на французский язык, сделанный иезуитом Гэбером; он фальсифицировал ряд мест подлинника в чисто ультрамонтанском духе. Это вынудило Ранке обнародовать протест против сделанных искажений; протест немецкого историка приветствовали выдающиеся учёные Франции, как Л. А. Тьер, Ф. Минье, А.-Ф. Вильмен и др. В Англии вышло несколько переводов сочинения Ранке. Для вновь задуманного труда — «Истории реформации» — Ранке изучил до 70 томов актов архива Франкфурта-на-Майне, заключавшие в себе материалы как для политической истории Германии, так и для церковного движения в ней. Ему пришлось также изучить архивы Дрездена, Веймара, Брюсселя и Парижа (последние два — для истории Карла V).
В 1839 году вышел первый том Ранке монументальной истории Германии в эпоху реформации («Deutsche Geschichte im Zeitalter d. Reformation»); последний, 6-й, том её вышел в 1847 году Ранке находил, что новый труд его вышел как нельзя более своевременно. В Германии тогда все больше и больше распространялась идея о немецком национальном единстве; эти тенденции современности сближал её с реформационной эпохой, когда немецкий народ впервые познал своё внутреннее единство. В истории реформации рельефно выступают религиозные воззрения Ранке; он — убеждённый протестант, чего и не желает скрывать.
Тем не менее эпоху Реформации Ранке изучал главным образом со стороны политической; все историки, изучавшие эту эпоху до него, выдвигали исключительно конфессионный её характер. Критика источников сделана с поразительным мастерством. «Результат моих архивных занятий, — пишет Ранке, — большой, объёмистый том, столь же бесформенный, неотделанный и растянутый, как самые акты. Но все события эпохи получили теперь новую окраску и освещение — до остального мне нет дела: mir isi zu Mute, wie der Mutter Natur, als sie den Elefanten machte».
Из этих слов Ранке видно, что он сам чувствовал стилистические недостатки своего труда. Он выдвигает в нём и всемирно-исторические моменты, что делает его важным и как пособие к всеобщей истории XVI века. К истории Германии в эпоху Реформации примыкают ещё два специальных исследования: «Zur deutschen Geschichte vom Religionsfrieden bis zum dreissigj ährigen Krieg» (1869; 3 изд. 1888) и «Wallenstein». Затем Ранке обращается к истории того государства, которое стало возвышаться по мере упадка империи: к истории Бранденбурга — Пруссии. Кроме протестантской идеи, Ранке старается понять и изобразить ту своеобразную партикуляристическую жизнь, которая развилась в Пруссии.
В 1843 году Ранке посетил Париж, где нашёл важные для истории Пруссии XVIII века письма маркиза де Валори (Louis Guy Henri, marquis de Valori), французского посла при дворе Фридриха Великого. В Берлинском архиве он отыскал ценный материал для истории Фридриха-Вильгельма I. В 1847 году вышел первый том его «Neun Bücher preussischer Gesch.», впоследствии дополненный и изданный под названием «Zwölf Bücher preuss Gesch.» (1874 и 1878—79). Кроме чисто исторической ценности, «История Пруссии» любопытна и по её прусско-патриотическому направлению. «Я считаю счастьем принадлежать государству, с направлением которого я вполне согласен», — писал Ранке.
Книга Ранке чужда, однако, шовинизма последующих прусских историографов. Это видно из вполне объективного отношения его к Австрии и Марии-Терезии. Ранке и в «Истории Пруссии» всего более интересуется политической историей; внутреннего механизма прусского государства он мало касается.
По истории Пруссии Ранке принадлежат ещё следующие труды: «Der Ursprung des Siebenjah rigen Kriegs» (1871), «Die deutschen Mächte und der Furstenbund» (1871), «Ursprung und Beginn der Revolutions-Kriege 1791—92» (1875), «Aus d. Briefwechsel Friedrich Wilhelms IV mit Bunsen» (1873), «Zur Gesch. von Oesterreich und Preussen zwishen den Friedensschlüssen zu Aachen und Hubertusburg» (1875), а также изданные Ранке «Denkwürdigkeiten von Hardenberg». В 1850 году Ранке в третий раз посетил Париж, где собирал в архивах и библиотеках материал для истории Франции в XVI и XVII веках.
Первый том этой образцовой истории («Französische Geschichte») вышел в 1853 году. Для продолжения её Ранке пришлось ещё раз съездить в Париж и Версаль (где находятся рукописи г-жи де Ментенон), а затем и в Брюссель. Он окончил свой труд в 1861 году. Французский его критик отмечает изумительно верно сделанные характеристики Екатерины Медичи, Генриха IV и Ришельё. Тьер назвал Ранке величайшим историком Германии и, быть может, всей Европы. В 1854 году вышел перевод истории Франции на французский язык. От истории Франции Ранке перешёл к изучению судеб английского государства в тех же веках, XVI и XVII.
С этой целью он трижды посетил Англию, затем собирал материалы и в Париже, и в Гааге. О своём пребывании в Англии и Франции Ранке обстоятельно говорит в своих письмах. В Лондоне он сошёлся с Т. Маколеем и Дж. Гротом. Во введении к истории Англии («Englische Geschichte») охарактеризована церковная реформа и намечены основные проблемы, выпавшие на долю Англии в XVII веке Едва ли кто-либо до Ранке так мастерски выяснил сущность религиозно-политической борьбы, разыгравшейся в XVII веке Противоположность католической и протестантской систем (Филипп II и Елизавета I), столкновение их, отношение Англии к Франции и вообще к европейскому материку — все это освещено у Ранке совершенно новым, своеобразным светом.
Рядом с политической историей Ранке интересовался и литературой Англии; он дал прекрасную характеристику литературных гениев Англии в XVI, XVII и XVIII вв. В 1875 году история Англии была переведена на английский язык. Английская критика с величайшей признательностью отнеслась к труду немецкого учёного.
В Германии в это время возник любопытный спор между двумя историческими школами, Ранке и Ф. К. Шлоссера. За метод Шлоссера выступил Г. Г. Гервинус, идеи Ранке горячо защищал Иоганн Вильгельм Лебель (Loebell). Сам Ранке держался в стороне от этой полемики. Густав Адольф Бергенрот (Gustav Bergenroth) вооружился в особенности против английской истории великого мастера; до него с резкой критикой Ранке выступил Гейне.
Постоянно интересуясь всемирной историей, Ранке сделал первый опыт такой истории в курсе, который он был приглашен в 1854 году прочесть баварскому королю Максимилиану II, познакомившемуся с Ранке ещё в бытность свою в Берлинском университете. Этот курс представляет собою нечто вроде историографической систематики. Во введении к нему Ранке трактует о прогрессе и руководящих принципах нового времени.
«Я бы назвал, — говорит он, — руководящими принципами нашего времени взаимное размежевание двух принципов — монархии и народовластия, с которыми связаны все другие контрасты; бесконечный рост материальных сил; крайне многостороннее развитие естественных наук; небывалое участие большой публики в духовной жизни; безграничное распространение знаний; живое отношение к общественным делам. Таковы характерные признаки нашей эпохи». Характеристика отдельных столетий и исторических эпох сделана в лекциях образцово.
Это тем более замечательно, что Ранке, читая королю свой курс, не имел под руками никаких книг. Он сам назвал свои лекции историческими рапсодиями. При содействии Максимилиана II при Мюнхенской академии наук основана была в 1859 году специальная историческая комиссия, задачей которой было издавать важнейшие памятники немецкой истории. Ранке стоял несколько лет во главе этой комиссии и содействовал успешной деятельности её членов. — Временами Ранке приобретал влияние в прусских правительственных кружках; известно сближение его с Фридрихом-Вильгельмом IV, позже — в качестве историографа — с Бисмарком.
Профессором он оставался до 1871 года. Интерес к всемирной истории усиливался в нём по мере участия в общественных делах. В 1880 году вышел первый том его «Weltgeschichte», которую он уже не писал, а диктовал. Преклонный его возраст вызывал опасения, доведет ли он до конца своё грандиозное предприятие. Смерть поразила его на седьмом томе: 8-й и 9-й томы составлены уже из его записок и отметок Альфредом Дове.
В изложении Ранке всемирная история — мощный поток, захватывающий собой все страны, все народы; единство процесса исключает всякие подразделения. «Только наш век, — говорит Ранке, — мог выработать понятие о всемирной истории в смысле изображения явлений жизни всех народов, во все времена, в их взаимной связи, насколько эти явления, сосуществуя друг с другом или следуя одни за другими в тесном преемстве, действительно образуют единое живое целое». Никто ни до, ни после Ранке не умел лучше его выдвинуть эту всемирно-историческую точку зрения.
Ранке умер на 91 году жизни, 25 мая 1886 года. После смерти Ранке предпринято новое полное издание его трудов.
Одинаково велико значение Ранке как историка и как учителя, основателя целой школы. Первое впечатление, какое производил Ранке как профессор, было, по словам Г. фон Зибеля, впечатление удивления. Небольшого роста, с громадной головой и вьющимися волосами, он обыкновенно сопровождал свою речь частыми и живыми жестами. Он говорил быстро, иногда останавливался, подыскивая более меткое выражение, а затем, увлекаясь, снова ускорял речь свою до того, что трудно было следить за ним. Но стоило лишь привыкнуть к этим внешним особенностям Ранке — и увлечение им было безгранично. В его курсах богатство содержания шло рука об руку с удивительной по своей пластичности формой. Ранке записывал каждую свою лекцию и тратил на подготовку их много времени. Как учитель, Ранке предоставлял своим ученикам полную свободу в выборе темы; он исходил из того взгляда, что дело школы — не дрессировка индивидуальных сил, а развитие их.
Критический метод Ранке нигде им самим не изложен. Основываясь в своих исследованиях всегда на архивном материале, он и от учеников своих требовал критического отношения к источникам; он напоминал им, что, приступая к изучению того или другого повествования, они должны помнить, что последнее передаёт не самый факт, а лишь впечатление, произведенное им на повествователя. Субъективный элемент усиливается по мере того, как рассказ передаётся вторым, третьим и т. д. лицами. Критика должна стремиться дойти до первоисточника. Чтобы отделить субъективный элемент того или другого сообщения, необходимо принять в расчёт индивидуальную природу сообщающего, взвесить обстоятельства, среди которых он жил.
Историк должен, таким образом, уподобиться физику, который из знания свойств стекла приходит к выводу о первоначальном направлении и краске проходящего через это стекло луча. Для точной оценки личности передающего мало одного знания; историк должен обладать до известной степени и творческой фантазией, он должен быть и учёным, и художником. Истинная история возникает из соединения методического исследования с философским воззрением и художественным воспроизведением. Ранке не желал, чтобы его ученики строили свои выводы на непрочном фундаменте — но не желал и того, чтобы они конечной и высшей целью своей деятельности считали постройку крепких подвальных сводов (die Errichtung fester Kellergewölbe).
Первый почетный член Американской исторической ассоциации.
Эдвард Мьюир отмечал, что «Ранке для историков то же, что Дарвин для биологов, а Фрейд для психологов".

## Самая знаменитая цитата фон Ранке
История возложила на себя задачу судить о прошлом, давать уроки настоящему на благо грядущих веков. На эти высокие цели данная работа не претендует. Её задача — лишь показать, как все происходило на самом деле (wie es eigentlich gewesen)— Из введения к «Истории романских и германских народов с 1494 до 1535 гг.», 1824

## Труды
- История романских и германских народов с 1494 до 1535 гг. (1824)
- Государи и народы Южной Европы в XVI—XVII вв. (1827)
- Римские папы, их церковь и государство в XVI и XVII вв. (1834—1836)
  - Ранке Л. фон. Римские папы, их церковь и государство в XVI и XVII столетиях / Пер. с нем. Т. 1. М., 2012.
  - Ранке Л. фон. Римские папы, их церковь и государство в XVI и XVII столетиях / Пер. с нем. Т. 2. М., 2012.
- Немецкая история в эпоху Реформации (1839—1847)
- Французская история, особенно в XVI и XVII вв. (1852—1861)
- Английская история, особенно в XVI и XVII вв. (1859—1868)
- Двенадцать книг прусской истории (1874)

## Память
В 1940—1945 годах пражская улица Лужицка носила имя немецкого историка Леопольда фон Ранке